# فيليب فلوود
فيليب فلوود (بالإنجليزية: Philip Flood)‏ هو دبلوماسي أسترالي، ولد في 1935.